# Saint-Christophe-d'Allier
Saint-Christophe-d'Allier è un comune francese di 116 abitanti situato nel dipartimento dell'Alta Loira della regione dell'Alvernia-Rodano-Alpi.

## Società

### Evoluzione demografica
Abitanti censiti